# 臺日大辭典
《臺日大辭典》（日语：〔〕／ Tai-Nichi Daijiten ?）是一本日語和台語對譯的辭典，分兩冊（上冊1931年出版；下冊1932年出版），由日本語言學家小川尚義主編、台灣總督府出版，收錄約9萬詞條。

## 簡介
- 該書以1930年代台灣通用的台灣話為基礎，收錄約9萬詞條，與日語對譯。[2]
- 收錄的詞條以台北腔[註 1]為主，但除此之外其他腔調詞彙也盡量收錄。
- 書中的台灣話語音以臺灣語假名表示。
- 關於動物與礦物的解說是委託臺北第二師範學校教師堀川安市，關於植物的解說則委託新竹州地方技師島田彌市，而藥物與疾病的解說則委託台灣總督府醫學專門學校教師杜聰明，以他們的調查為基礎進行採錄。[2]

## 版本
- （原版）  (编).  . 臺北: 臺灣總督府. 1931–32. OCLC 25747241.
- （文圖書影印本） (编).  . 台北: 文圖書. 1981.
- （復刻版） (编).  . 東京: . 1983. ASIN B000J7CX1S.
- （武陵出版社彙編版）

- ; 洪惟仁 (编). . 閩南語經典辭書彙編 7. 台北市: 武陵. 1993 [1931–1932]. ISBN 9789573506140.
- ; 洪惟仁 (编). . 閩南語經典辭書彙編 8. 台北市: 武陵. 1993 [1931–1932]. ISBN 9789573506140.

- （王順隆新編版）王順隆 (编). . 2004. ISBN 9574120686.
- （信望愛數位化版本）

- 林俊育. . 2019.

- （ChhoeTaigi 數位化版本）

## 外部連結
- 台語辭典(台日大辭典台語譯本)查詢2019 （页面存档备份，存于）